# 富山勝利
富山勝利（拉丁字：Kataller Toyama）是日本一家足球隊，位於富山市內，現於日本職業足球乙級聯賽（J2聯賽）比賽。

## 歷史
在2005年，富山縣足球協會（Toyama Prefectural Football Association ）開始商討合併球隊的計劃，然而當時這計劃遭到失敗。
在2007年9月10日，YKK AP足球會與北陸電力公司（Hokuriku Electric Power Company）同意合併旗下球隊，以便達到晉身日本職業足球聯賽的目的。
其後，富山縣足球協會初定球隊名為「富山縣公民足球會」（富山県民サッカークラブチーム），當中會有兩大經濟團體及代表，分別來自YKK AP足球會及北陸電力公司。合併後球會得到了日本足球聯賽認可，並可參與2008年日本足球聯賽。
在2008年1月，球隊得到了日職聯會員身分（J. League Associate Membership），並且於2008年2月19日被確認其身分。在同年11月23日，球隊得到了升上日本職業足球乙級聯賽（J2）的資格。當升班制度在12月1日正式法定後，富山勝利最終可在2009年參與J2比賽。
2014年球季，富山勝利的戰績為5勝8和29敗，在22支球隊當中敬陪末座，因此2015年賽季開始被降級到J3。

## 球會名稱
「勝利」一詞是翻譯自英文「kataller」，「kataller」是由兩個片語組成，分別是「勝たれ」 katare及法語的aller。

## 外部連結
- 球會官方網站 （日語）